# 马尔特蒙
马尔特蒙（法語：Marthemont，法語發音：[maʁtəmɔ̃]）是法国默尔特-摩泽尔省的一个市镇，位于该省南部，属于南锡区。

## 地理
马尔特蒙（48°33'35"N, 6°2'27"E）面积2.17 平方千米，位于法国大東部大區默尔特-摩泽尔省，该省份为法国东北部内陆省份，是洛林的一部分，北邻比利时、卢森堡，北起顺时针与摩泽尔省、下莱茵省、孚日省和默兹省接壤。
与马尔特蒙接壤的市镇（或旧市镇、城区）包括：热尔米尼、迈济耶尔、泰洛、维泰讷。

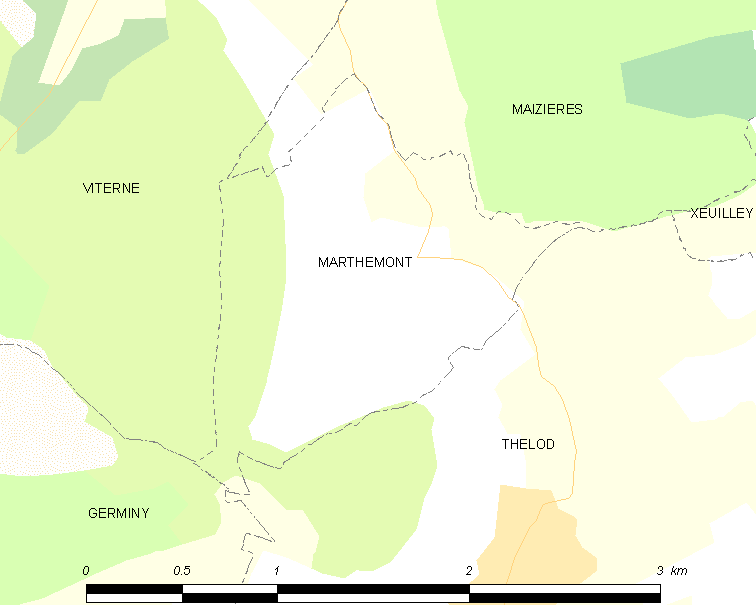
马尔特蒙的OSM定位图

马尔特蒙的时区为UTC+01:00、UTC+02:00（夏令时）。

## 行政
马尔特蒙的邮政编码为54330，INSEE市镇编码为54354。

## 政治
马尔特蒙所属的省级选区为梅讷欧桑图瓦县。

## 人口

1962-2008年间马尔特蒙人口变化图示

马尔特蒙于2022年1月1日时的人口数量为51人。